# Овре, Стефан
Стефан Овре (фр. Stéphane Auvray; 4 сентября 1981, Лез-Абим, Гваделупа) — гваделупский футболист, выступавший на позиции полузащитника, и футбольный тренер. С 2019 года — главный тренер сборной Сен-Мартена.

## Биография

### Ранние годы
Овре родился в Лез-Абиме, Гваделупа, вырос на Сен-Мартене. В 1994 году переехал в континентальную Францию, где поступил в академию клуба «Кан». Выступал за резервную команду клуба в любительском чемпионате Франции в сезоне 2000/01.

### Клубная карьера
В 2001 году присоединился к клубу любительского чемпионата Франции 2 «Шанже». В 2002 году перешёл в клуб любительского чемпионата Франции «Понтиви» и провёл в нём два сезона.
В 2004 году Овре стал игроком клуба «Ванн», выступавшего в любительском чемпионате Франции. В 2005 году завоевал с клубом повышение в национальный чемпионат Франции. В 2008 году помог клубу выиграть национальный чемпионат и выйти в профессиональную Лигу 2. В 2009 году дошёл с клубом до финала Кубка французской лиги, где бретонцы проиграли «Бордо». За «Ванн» он провёл пять сезонов и сыграл более 150 матчей.
30 июня 2009 года Овре подписал двухлетний контракт с клубом Лиги 2 «Ним». Сыграв в первых 11 матчах сезона (8 в чемпионате и 3 в кубке лиге), он расторг контракт с клубом 3 ноября и вернулся на Гваделупу по личным причинам.
21 января 2010 года Овре подписал контракт с клубом MLS «Канзас-Сити Уизардс». В американской лиге дебютировал 27 марта в матче стартового тура сезона 2010 против «Ди Си Юнайтед», отметившись голевой передачей.
12 августа 2011 года Овре был обменян в «Нью-Йорк Ред Буллз» на пик второго раунда Супердрафта MLS 2013. За «Ред Буллз» дебютировал 13 августа в матче против «Чикаго Файр», выйдя на замену во втором тайме вместо Мехди Баллуши. По окончании сезона 2011 «Нью-Йорк Ред Буллз» отклонил опцию продления контракта с Овре.
17 декабря 2012 года Овре подписал контракт с брунейским клубом ДПММ из чемпионата Сингапура. В мае 2013 года брунейский клуб уволил игрока после конфликта с главным тренером Вьераном Симуничем.

### Международная карьера
Овре был включён в состав сборной Гваделупы на Золотой кубок КОНКАКАФ 2007. За «гвада бойс» дебютировал 6 июня 2007 года в матче группового этапа турнира против сборной Гаити. Дошёл с командой до полуфинала турнира.
На Золотом кубке КОНКАКАФ 2009 Овре был капитаном команды. 9 июля 2009 года в матче группового этапа турнира против сборной Никарагуа забил свой первый гол за сборную Гваделупы. Попал в символическую сборную турнира.
На Золотом кубке КОНКАКАФ 2011 также был капитаном команды.
27 октября 2012 года Овре объявил о завершении выступлений за сборную.

### Тренерская карьера
В 2019 году Овре был назначен главным тренером сборной Сен-Мартена.

### Личная жизнь
Овре женат на тринидадке. Его сын Каиле Овре также стал футболистом.

## Достижения
Индивидуальные
- Член символической сборной Золотого кубка КОНКАКАФ: 2009